# Hail to the Thief
„Hail To The Thief“ е шестият студиен албум на британската група Рейдиохед, издаден на 9 юни 2003 във Великобритания и на 10 юни 2003 в САЩ.
След предните два албума на групата, в които звучат технически обработен вокал, по-малко китари и влияние на експериментален джаз и електронен звук, „Hail To The Thief“ връща феновете към алтернативния рок, характерен за по-ранния период на Рейдиохед. Последван от сингъла „There There“, албумът достига първо място в музикалните класации на Обединеното кралство, а продадените копия в САЩ надхвърлят 990 000.

## Списък на песните в албума
1. „2 + 2 = 5“ – 3:19
2. „Sit Down. Stand Up.“ – 4:19
3. „Sail to the Moon“ – 4:18
4. „Backdrifts“ – 5:22
5. „Go to Sleep“ – 3:21
6. „Where I End and You Begin“ – 4:29
7. „We Suck Young Blood“ – 4:56
8. „The Gloaming“ – 3:32
9. „There There“ – 5:23
10. „I Will“ – 1:59
11. „A Punchup at a Wedding“ – 4:57
12. „Myxomatosis“ – 3:52
13. „Scatterbrain“ – 3:21
14. „A Wolf at the Door“ – 3:23